# Frank Turner (cantante)
Francis Edward Turner (Manama, 28 dicembre 1981) è un cantautore britannico.

## Biografia
Inizialmente è stato il cantante del gruppo post-hardcore Million Dead. Dopo la rottura con la band, Turner ha iniziato la sua carriera solista nel 2005, accompagnato dal gruppo The Sleeping Souls. Cantautore prolifico, ha finora inciso otto album in studio. Le sue influenze principali sono musicisti come Bruce Springsteen, Bob Dylan, Johnny Cash e Billy Bragg. La sua musica si caratterizza per un mix di punk, folk e pop.
Il 19 giugno 2010 ha aperto il concerto al Wembley Stadium di Londra dei Green Day nel tour promozionale di 21st Century Breakdown.
Già sufficientemente affermato nel Regno Unito, grazie alla partecipazione a festival molto importanti come il Festival di Reading e Leeds, raggiunge fama internazionale nel 2011 con la pubblicazione del suo quarto album England Keep My Bones, preceduto dal singolo I Still Believe. L'album raggiunge la 12a posizione nella classifica inglese, posizione più alta per un album di Turner sino a quel momento, e riceve particolari apprezzamenti da parte della critica. All'album farà seguito un lungo tour nel quale Turner toccherà Regno Unito, Europa, Stati Uniti e Canada, e culminerà il 13 aprile 2012 in uno show sold out alla Wembley Arena di Londra. Il concerto sarà registrato e distribuito in DVD. Il 27 luglio dello stesso anno, Frank Turner e The Sleeping Souls suoneranno alla Cerimonia di apertura dei Giochi della XXX Olimpiade, a Londra.
Nell'Aprile 2013 è uscito il suo quinto album Tape Deck Heart. L'album si caratterizza per un sound più pop e meno folk-punk rispetto ai precedenti lavori. Ad ogni modo, risulta comunque un ottimo successo commerciale e di critica, raggiungendo la 2a posizione nella classifica inglese. All'album farà seguito il primo tour di Turner nelle più grandi arene inglesi, come la Phones 4 U Arena di Manchester, e l'O2 Arena di Londra.
Il 15 giugno 2015 Frank Turner annuncia tramite le sue pagine social che il suo sesto album in studio, dal titolo Positive Songs For Negative People, vedrà la luce il 7 agosto 2015. L'album è anticipato dal singolo The Next Storm nel cui videoclip è presente anche l'ex wrestler statunitense CM Punk.

## Frank Turner and The Sleeping Souls
Dal 2006 Frank Turner è accompagnato in studio e dal vivo dalla band The Sleeping Souls.

### Membri attuali
- Ben Lloyd – chitarra, armonica, mandolino
- Tarrant Anderson – basso
- Matt Nasir – piano, organo, chitarra, cori
- Callum Green – batteria

## Discografia

### Album in studio
- 2007 – Sleep Is for the Week
- 2008 – Love Ire & Song
- 2009 – Poetry of the Deed
- 2011 – England Keep My Bones
- 2013 – Tape Deck Heart
- 2015 – Positive Songs for Negative People
- 2018 – Be More Kind
- 2019 – No Man's Land
- 2022 – FTHC
- 2024 – Undefeated

### Video musicali
- Casanova Lament
- Vital Signs (2006)
- The Real Damage (2007)
- Photosynthesis (2008)
- Reasons Not to Be an Idiot (2008)
- I Knew Prufrock Before He Got Famous (2008)
- Long Live the Queen (2008)
- The Road (2009)
- Poetry of the Deed (2009)
- Isabel (2010)
- Try This at Home (2010)
- I Still Believe (2010)
- Peggy Sang the Blues (2011)
- If Ever I Stray (2011)
- Sailor's Boots (2011)
- Four Simple Words (2012)
- Recovery (2013)
- The Way I Tend To Be (2013)
- Losing Days (2013)
- Polaroid Picture (2013)
- Oh Brother (2013)
- Get Better (2015)
- The Next Storm (2015)
- Josephine (2015)
- Mittens (2016)
- Love Forty Down (2016)
- There She Is (2017)
- Blackout (2018)
- Make America Great Again (2018)
- Little Changes (2018)